# Patrick Mackay (tueur en série)
Pour les articles homonymes, voir Patrick Mackay et Mackay.
Patrick David Mackay (né le 25 septembre 1952 à Dartford) est un tueur en série britannique qui a avoué avoir tué onze personnes à Londres et dans le Kent en 1974 et 1975.

## Jeunesse
Enfant, Mackay était violenté par son père alcoolique, Harold Mackay. Il meurt lorsqu'il a dix ans, d'une crise cardiaque en allant à son travail, résultat de complications dues à son alcoolisme et à des problèmes cardiaques. Ses derniers mots à son fils sont : « N'oublie pas d'être sage ». Patrick est incapable de se remettre de la mort de son père ; il garde une photographie de lui et dit à tout le monde que son père n'est pas mort. Il refuse d'assister aux obsèques en Écosse et aussitôt assume lui-même le rôle d'un « père de substitution » : il frappe régulièrement sa mère et ses deux sœurs. Par la suite sa mère Marian déménage la famille de Dartford à Gravesend, mais la vie ne s'améliore pas et il n'est pas rare que la police soit appelée au domicile trois ou quatre fois par semaine. Entre l'âge de douze ans et l'âge de vingt-deux ans, Mackay a été expulsé de chez lui à dix-huit reprises et mis dans diverses institutions psychiatriques, maisons de correction ou prisons. Une policière et un enseignant ont prédit à cette époque qu'il finirait par commettre un meurtre, tellement il était déjà violent.
Tard dans son adolescence, Mackay se livre à des explosions de colère et à des actes de cruauté, peut-être provoquant une certaine excitation sexuelle; toujours est-il qui commet des actes de torture sur des animaux, harcèle de jeunes enfants, cambriole chez des vieilles dames et se livre à des vols dans la rue. Il a failli même tuer sa mère et sa tante en les frappant. Il projette de tuer un jeune garçon, mais finalement il en est empêché et enfin il tente de mettre le feu à une église catholique. Ces faits accumulés expliquent qu'il passe la plupart de ses années d'adolescence dans des institutions psychiatriques spécialisées. Il est diagnostiqué à l'âge de quinze ans comme psychopathe par le Dr Leonard Carr, psychiatre qui prédit que Mackay deviendrait certainement « un tueur froid et psychopathe ». En octobre 1968, il est enfermé au Moss Side Hospital de Liverpool en tant que psychopathe. Il est relâché en 1972.

## Crimes à l'âge adulte
Entrant dans l'âge adulte, Mackay se découvre de plus en plus fasciné par le nazisme, et se donne le nom de « Franklin Bollvolt Ier », accumulant des objets et un decorum d'inspiration nazie. Il élit domicile à Londres, s'adonne à l'alcool et aux drogues. En 1973, il rencontre près de chez sa mère dans le Kent un prêtre avec qui il semble sympathiser. C'est Anthony Crean (en), mais pourtant, Mackay s'introduit chez lui et lui vole un chèque de 30£. Bien que Crean tente de persuader la police de procéder autrement, Mackay est tout de même arrêté et condamné à payer des indemnités, mais il ne fera jamais. Cet incident provoque une brouille entre les deux hommes et Mackay retourne à Londres. C'est à cette époque que Mackay déclare qu'il a noyé un vagabond dans la Tamise.
Le 21 mars 1975, Mackay (qui a vingt-deux ans) se rend chez le P. Crean et le tue à coups de hache à son domicile dans le village de Shorne. Il s'acharne sur son crâne et jouit du spectacle du sang qui s'en échappe. Il est arrêté peu après car un policier s'était souvenu de l'incident qui était intervenu dix-huit mois plus tôt entre le prêtre et Mackay. Il est considéré comme le suspect numéro un pour cette affaire et suspecté dans une douzaine d'autres, dont la plupart des victimes sont des femmes âgées poignardées ou étranglées au cours de cambriolage. Mackay avoue finalement onze meurtres.
Mackay est accusé de cinq meurtres, mais deux des accusations restent sans preuve et sont abandonnées. Il est condamné en novembre 1975 à la prison à vie pour assassinat. Toujours en prison depuis plus de quarante ans, Mackay fait partie de la cinquantaine de prisonniers du Royaume-Uni incarcérés à vie sans remise de peine possible.

## Documentaire télévisé
- « Mackay, l'homme le plus dangereux d'Angleterre » dans Tueurs nés ? sur RMC Story.

## Source
- (en) Cet article est partiellement ou en totalité issu de l’article de Wikipédia en anglais intitulé « Patrick Mackay » (voir la liste des auteurs).